# Здыня
Зды́ня (пол. Zdynia, русин. Ждыня, укр. Здиня) — село в Польше, находится на территории гмины Усце-Горлицке Горлицкого повята Малопольского воеводства.

## География
Село располагается возле польско-словацкой границы в 12 км до Усце-Горлицке, в 21 км до Горлице и в 117 км до Кракова. Возле села протекает река Здыня. Через село проходят туристические горные маршруты.

## История
Первые письменные свидетельства о селе относятся к началу XIV века. Село находилось на земле, которая принадлежала польскому рыцарскому роду Гладыш герба Гриф.
До конца Второй мировой войны в селе проживали лемки, которые были переселены во время операции «Висла» в 1947 году на западные территории Польши и Украины. Людей вывозили как скот, в товарных вагонах. В 1950 году власти Украинской ССР приняли решение о расселении депортированных лемков по всей территории Украины, во избежание объединения указанного населения лемков.

## Культура
В селе ежегодно проводится фестиваль лемковской культуры «Лемковская Ватра».

## Достопримечательности
- Церковь Покрова Пресвятой Богородицы — православная церковь, датируемая 1795 годом;
- Воинское кладбище времён Первой мировой войны;